# 卡杜伊
卡杜伊（羅馬化：Kaduy）是俄罗斯沃洛格达州的市级镇、卡杜伊区行政中心，位于伏尔加河流域内，在州府沃洛格达西方。
该地2021年人口有11,023人；2010年人口11,273；2002年人口11,798；1989年人口11,153。